# De Lings
De Lings is een monumentale villa in de huidige wijk Maasveld in Tegelen in de Nederlandse gemeente Venlo.

## Geschiedenis
In 1932 werd de villa, samen met de verderop richting Venlo gelegen villa De Zonnegaard, gebouwd naar het ontwerp van de in Blerick geboren architect Jacq Grubben in opdracht van Harrie en Jos Teeuwen, die een belangrijke rol hebben gespeeld in de kleiwarenindustrie van Tegelen. De villa's werden op een terp gebouwd naar aanleiding van de overstroming van de Maas in 1926.

## Bouwwerk
De villa is opgetrokken in een sober traditionele bouwstijl en heeft drie bouwlagen, waarvan er twee onder de samengestelde kap. Ook vertoont de villa kenmerken van baksteen-expressionisme met invloeden van de Amsterdamse School, en neoplastisch expressionisme.
Het interieur wordt gekenmerkt door een barokke vormgeving met veel houtwerk.